# ゴーストバスターズ/アフターライフ
『ゴーストバスターズ／アフターライフ』（原題：Ghostbusters: Afterlife）は、2021年のアメリカ合衆国の超自然的コメディ映画。『ゴーストバスターズ』（1984年）、『ゴーストバスターズ2』（1989年）の続編であり、「ゴーストバスターズ」フランチャイズでは第4作目となる。監督は、シリーズ第1作目と第2作目の監督を務めたアイヴァン・ライトマンの息子であるジェイソン・ライトマン、脚本はライトマンとギル・キーナンが務める。出演はキャリー・クーン、フィン・ウルフハード、マッケナ・グレイス、ポール・ラッドらで、ビル・マーレイ、ダン・エイクロイド、アーニー・ハドソン、アニー・ポッツ、シガニー・ウィーバーがオリジナル作品からの再出演となる。
なお、製作兼演出のアイヴァン・ライトマンは2022年2月12日に死去したため、本作が遺作となった。また、オリジナルメンバーであるイゴン・スペングラー博士役のハロルド・ライミスが2014年に死去したため、2016年のリブート作『ゴーストバスターズ』と同様に、エンドクレジット前では「ハロルドに捧ぐ」という一文がある。

## ストーリー
アパートの追立をくらって住む場所を失ったシングルマザーのキャリー、息子のトレヴァー、娘のフィービーの3人家族は故・イゴン・スペングラー博士から相続したオクラホマ州サマーヴィルの荒れ果てた農家に引っ越して来た。この田舎町では、活断層もないのに、原因不明の地震が毎日、30年間も続いているという。
フィービーは祖父イゴンの遺品を整理するうち、床下に隠された不思議な装置を見つけ、それを見た学校の教師グルーバーソンは、ゴーストバスターズの装備「ゴーストトラップ」の巧妙なレプリカだと言う。一方、トレヴァーは納屋に隠された1台の車、キャディラック ECTO-1（エクトワン）を発見する。
そのころ町では、かつてこの世の終わりを祈る秘密結社「ゴーザ教」を率いたオカルティストで建築家でもあり医者で魔術師の故・イヴォ・シャンドアが所有していた古いサマーヴィルの鉱山を中心として、「1984年マンハッタン次元亀裂事件」に関係した超常現象が頻発し始め、ニューヨークでかつてゴーストバスターズに倒された破壊の神ゴーザの眷属で「ゴーザの寺院」の番犬・テラードッグである雌の「門の神ズール」と雄の「鍵の神ビンツ」の2頭の巨大な犬のゴーストが復活を遂げ、世界的な危機が迫っていた。フィービー、トレヴァーと友人たちは、ゴーストバスターズの装備のプロトンパックを使って、世界を救うために立ち上がる。

## キャスト
※括弧内は日本語吹替
フィービー
演 - マッケナ・グレイス（上白石萌歌）
キャリーの娘。ゴーストバスターズの創設者であるイゴン・スペングラー博士の孫。12歳。
トレヴァー
演 - フィン・ウルフハード（梶裕貴）
キャリーの息子でフィービーの兄。イゴン・スペングラー博士の孫。15歳。
キャリー
演 - キャリー・クーン（朴璐美）
シングルマザー。イゴン・スペングラー博士の娘。
ゲイリー・グルーバーソン先生
演 - ポール・ラッド（木内秀信）
地震学者でサマースクールの講師。
ポッドキャスト
演 - ローガン・キム（高山みなみ）
フィービーのクラスメイト。
ラッキー
演 - セレステ・オコナー（日笠陽子）
トレヴァーのアルバイト仲間。
イゴン・スペングラー
演 - ハロルド・ライミス（CG映像）、ボブ・ガントン / アイヴァン・ライトマン（演）（牛山茂）
ゴーストバスターズの創設者の一人であり、フィービーの亡き祖父。
ピーター・ヴェンクマン
演 - ビル・マーレイ（安原義人）
ゴーストバスターズの創設者の一人。
レイモンド・スタンツ
演 - ダン・エイクロイド（玄田哲章）
ゴーストバスターズの創設者の一人。
ウィンストン・ゼドモア
演 - アーニー・ハドソン（菅原正志）
ゴーストバスターズのメンバー。
ジャニーン・メルニッツ
演 - アニー・ポッツ（安達忍）
ゴーストバスターズの元受付嬢。
ディナ・バレット
演 - シガニー・ウィーバー（駒塚由衣）
ゴーストバスターズの過去の関係者。
ドミンゴ保安官
演 - ボキーム・ウッドバイン（江川央生）
ラッキーの父親。
工具店主
演 - トレイシー・レッツ（クレジットなし）（浦山迅）
イヴォ・シャンドア
演 - J・K・シモンズ（仲野裕）
カメオ出演で登場。科学者でオカルティストで建築家でもあり医者で魔術師という経歴の故人。サマーヴィルの鉱山で採掘したセレニウムを使い、ニューヨークに1984年の事件が起きた第1作目でディナ・バレットとルイス・タリーが住んでいた高層ビルのマンションを建築した。
ゴーザ
演 - オリヴィア・ワイルド（演）（クレジットなし）、ショーレ・アグダシュルー（声）、エマ・ポートナー（霊魂態）（渡辺直美）
ヒッタイトの破壊の神。かつてゴーストバスターズに倒された。
マンチャー
演 - ジョシュ・ギャッド（声）
今作新登場のゴースト。外形はスライマーに似ているが、6本の腕を持ち、鉄を食べる。
ローラー婆ちゃん
演 - ダニエル・ケネディ（真山亜子）
サマーヴィルのダイナーのウェイトレス。

## 製作

### ゴーストバスターズ3としての企画
1990年代初頭、『ゴーストバスターズ2』の公開後、ダン・エイクロイドは『ゴーストバスターズ3 ヘルベント』という仮題の第3作目の脚本を書いた。脚本では、ゴーストバスターズは『マンへルトン』という、人や場所がニューヨークマンハッタンの「地獄バージョン」であるパラレルユニバースに転送され、登場人物たちは悪魔に会って対決するとされていた。 当時、エイクロイドはコロンビア・ピクチャーズが興味を持っていると述べたが、主要俳優、とりわけビル・マーレイが乗り気ではなかった。『ヘルベント』の脚本の主人公は新しい若いゴーストバスターズのグループであり、レイ、イゴン、ウィンストンはピーターとディナの関係が深刻になった後、事業を継続するために奮闘する。この物語の要素は、エイクロイドが「本質的に第3作目」と考えた『Ghostbusters: The Video Game』（2009年）にも使われている。開発の様々な段階で、クリス・ファーレイ、クリス・ロック、ベン・スティラーがこの新作の出演候補として報じられた。
2004年までにコロンビア・ピクチャーズは続編を追求し始めたが、続編を嫌うマーレイはこのプロジェクトに興味を示さなかった。翌年には、ハロルド・ライミスがスティラーを主要キャストに起用する計画を確認した。 2009年までプロジェクトは進展しなかったが、2010年1月にゴーストバスターズシリーズの最初の2作の監督であったアイヴァン・ライトマンが第3作目を監督することが確認された。2010年3月、マーレイは映画の企画と彼の再演についての複雑な感情について話した。公開は2012年のクリスマスに予定されていた。ヴァニティ・フェアの2010年10月号で、エイクロイドはジーン・スタプニスキーとリー・アイゼンバーグの書いた脚本についてコメントし、特にマーレイのキャラクターの描き方と彼とライミスが脚本の第2稿に取り組んでいる間のオリジナルの新しいチームの具体化に感銘を受けたと述べた。
2011年8月までに、エイクロイドは、ゴーストバスターズの役割を若い俳優に譲ることに焦点を当てたストーリーで、その年の後半に撮影を開始する予定であると述べた。マーレイが彼の役割を再演しないことを決めたとき、エイクロイドは彼の役を別の俳優が演じるかもしれないと語った。 エイクロイドは、ルイス・タリー役としてリック・モラニスに戻ってきてほしいとも言った。2012年2月には、製作チームがプロジェクトを再検討するため、この映画は保留となった。マーレイがいないため、スタジオは代わりの俳優を探し、マーレイの役をCGでレンダリングしたゴーストとして登場させることも検討した。6月、マーレイは関係者全員が第3作目の開発を試みていることを再び認めたが、翌月にはこの映画から降板した。 7月、エイクロイドはこの映画がエタン・コーエンによる脚本の書き直しで再び開発されることを認めた。エイクロイドは脚本について、「完璧でなければならない。それが全てだ。完璧でなければ意味がない。だから、今、それをやっているんだ」と述べた。2012年9月、ライトマンはリメイク版の開発を発表した。2013年5月エイクロイドは、コロンビア大学で学生が行っている実際の実験がインスピレーション源になる、ということを含む筋書きについて話した。大学での研究を軸に、異次元からの脅威をもたらすという筋書きだ。超自然的な脅威から地球の存在を救うために、新しいゴーストバスターズチームが結成されることになるのである。脚本にはマーレイのキャラクターが登場し、マーレイが製作に参加することを希望していたという。
2014年2月24日のハロルド・ライミスの死を受けて、コロンビア・ピクチャーズは、ライミスが本作にカメオ出演すると明言した。製作は脚本の手直しのために再び延期された。 2015年3月までに、ライトマンが第3作目を監督しないがプロデューサーとして残り、2015年初頭までに主要撮影を開始する予定であると確認された。 ウィーバーは、彼女の役の息子がチームのメンバーとして登場することを明らかにした。

### ゴーストバスターズ/アフターライフの企画
2019年1月、オリジナルの2作品につながる新作が明らかになった。アイヴァン・ライトマンの息子ジェイソンがギル・ケナンと共同執筆した脚本で監督を務め、アイヴァンはプロデューサーを務めると発表された。ハリウッド・レポーターは、「ゴーストバスターズ」チームの新人として、ティーンエイジャー（男性2名、女性2名）を起用することを明らかにした。
ジェイソン・ライトマンは、本作はポール・フェイグが監督した2016年の『ゴーストバスターズ』リブート版の存在を無視すると述べた。2019年2月、ライトマンはポッドキャストで本作が「映画をファンに手渡す」ものだと述べた。ライトマンは、2016年の映画をけなすつもりはなく、フェイグには「尊敬の念しかない」と述べた。フェイグは、ライトマンが自分の映画のサポーターであったと述べ、「彼がゴーストバスターズの世界に挑むのを見るのが待ちきれない」と語った。ライトマンは後に、10代の少女がゴーストバスターズになりたがるというアイデアが浮かんだと語り、フェイグ監督の映画の好評もあって、誰でもゴーストバスターズになれるというアイデアが通用することが証明されたと述べた。ライトマンはまた、『ゴーストバスターズ』シリーズは、あらゆるタイプの人々がゴーストバスターズになることで、このアイデアを容易に拡大できると述べ、これを可能にしてくれたフェイグに個人的に感謝した。ライトマンは、これまでの『ゴーストバスターズ』第3作目（いずれも幽霊退治の仕事に就く人々が出てくる）とは異なり、この映画はまず家族について作りたいと考えた。ライトマンはケナンとともに、スペングラー一家と彼らがバラバラになっている理由を中心に脚本を作成した。ダン・エイクロイドは、「ジェイソン・ライトマンは、前2作の真のDNAを、そのまま第3作目、つまり次世代に受け継ぐ、美しく、心に響く脚本を書いた。それは、新しい世代のスター、選手、俳優、キャラクターに遺産を手渡すものだ。」と述べた。ピーター・ヴェンクマンとして再演が決定したマーレイは、次のように語った。「脚本がいいんだ。脚本はいいし、感情も入っている。家族もたくさん出てくるし、セリフも面白いしね。」 ライトマンが第1作目の撮影中に知り合ったライミスの娘ヴァイオレットは、脚本の初期バージョンを読んだ後、このストーリーが「昔の映画の精神を捉えている」と賛同を見せた。彼女は時々セットを訪れ、ロサンゼルスのハンド・プロップ・ルームの小道具職人がマッケナ・グレイスに着せるための軽量化したプロトンパックのレプリカを作っている間、小道具係のギヨーム・ドゥルーシュとライトマンにせがまれて、亡くなった父の第1作目のプロトンパックを試着したりもした。
家族を中心とした脚本にしたことで、ライトマンは、映画の新しいアイデンティティと異なるトーンを出すために、舞台をニューヨークからアメリカ西部に変えることが適切だと考えた。脚本は、イゴン・スペングラーというキャラクターとのつながりを徐々に明らかにすることで、以前の『ゴーストバスターズ』映画の要素を取り入れる構成になっていた。

### キャスティング
主人公の子役マッケナ・グレイス、その兄役のフィン・ウォルフハード、彼らのシングルマザー役のキャリー・クーンのキャスティングが2019年3月に発表された。ライトマンは、グレイスをシリーズの熱心なファンであり、10代の女子ゴーストバスターというコンセプトにぴったりだと述べている。『ストレンジャー・シングス』の第2シーズンでゴーストバスターズの格好をしていたウォルフハードは、この役を獲得できるかどうか確信が持てず、「ジェイソン・ライトマンはおそらく僕のテープを見ることもないだろう」と語っていた。2019年6月27日、ポール・ラッドはゴーストバスターズの公式SNSアカウントで動画を公開し、本作への出演が決まったことを明かし、その後、役柄が往年のゴーストバスターズを知る新任教師グルーバーソンであることを認めた。
2019年7月に新人のセレステ・オコナー、ローガン・キムの出演が発表された。ビル・マーレイ、ダン・エイクロイド、アーニー・ハドソン、シガニー・ウィーバー、アニー・ポッツが、前2作のゴーストバスターズから再登場することが決定した。

### 美術
ライトマンと制作スタッフは、本作で使用するために、オリジナル映画のゴーストやその他の超自然的な生き物のデザインを検討し、そのデザインが互いに異なって見え、区別できることを確認した。 生物デザイナーのブリン・メセニーと共同制作したマンチャーと呼ばれるゴーストは、スリマーに似せており、ライトマンは、「何年かの間にスリマーに何かが起こり、人々は彼を消防署のダルメシアンと考えるようになった。オリジナルのスライマーは怒っていて、とても怖かったので、そこに戻したかったんだ。」と説明した。メセニーは、マンチャーを「観客がとっつきやすい」存在にしたいと考え、スリマーのように「面白くて、かっこよくて、かわいくて、どこまでも奇妙」でありながら、前の緑のものとはまったく違う新しい魅力を持たせることに成功した。映画ではマンチャーの出自は明らかにされなかったが、メセニーの人物紹介によると、生前の彼は、サマーヴィル鋳造所の監督官室で「1940年代にうまくいかない降霊術によって出現した」鉱夫で、それ以来、「接触したグループを脅かした後」工場に出没しているという。彼女が最も意欲的にデザインしたのはミニマシュマロマンで、従来の巨大なマシュマロマンよりも本物のマシュマロのスケールや質感をリアルに表現したいと考え、マシュマロのパッケージを購入して質感を追求した。 サマーヴィル・クロスリップのシーンでは、スピナーズ・ローラー・ホップの外で消防車や歩行者を追いかける「炎の幻影」を作り、アニメシリーズ「リアルゴーストバスターズ」の人気三つ目幽霊バグ・アイを番組へのオマージュとして盛り込んだ。最終的にカットされなかった他のゴーストのコンセプトには、牧場主のゴースト、サマービル中学校の踏切番ゴーストのルイーズ、憑依した風船とサンドイッチ、そしてマンチャーの後の鉱夫のゴースト（ダイナマイト、ピックアックス、ランチボックス、コート、ショベル）などがある。生物効果デザイナーのアルジェン・トゥイテンは、第1作目の特殊効果アーティスト、スティーブ・ジョンソンのファンで、メセニーの関与なしに、彼のアイドルの「ゾンビ・タクシー・ゴースト」に似た「オールド・マイナー・ゴースト」を自ら制作した 。
ライミスは、ロサンゼルスのムービング・ピクチャー・カンパニー（MPC）フィルムのピエール・ルフェーブルとそのチームによって、オリジナル映画での彼の姿をベースにしたデジタルメイクで再現された。 物理的にはボブ・ガントンとアイヴァン・ライトマンが演じた。ロナルド・ビニオン（2016年公開の『ゴーストバスターズ』のスライマーのスーツ・パペッター）を含む特殊効果技術者や人形師が、彼の家やストームセラー研究所のオブジェや照明を擬人化することでイゴン・スペングラー博士のポルターガイストを表現した。

## 公開
当初、公開日は2020年7月10日の予定だったが、新型コロナウイルスのパンデミックにより、2021年6月11日まで公開延期することとなった。その後11月11日まで延期され、更に11月19日に延期された。日本では2022年2月4日公開。

## 作品の評価
Rotten Tomatoesによれば、306件の評論のうち高評価は63%にあたる193件で、平均点は10点満点中6.2点、批評家の一致した見解は「『ゴーストバスターズ/アフターライフ』はシリーズの復活とノスタルジアの行使の間の流れを交差させており、さらに今回は、そのバスティン（幽霊退治）の大部分は気持ちいい。」となっている。
Metacriticによれば、47件の評論のうち、高評価は14件、賛否混在は23件、低評価は10件で、平均点は100点満点中45点となっている。

## テレビ放送
| 回 | 放送日        | 放送時間（JST）   | 放送局     | 放送枠                     | 視聴率 | 備考 | 出典   |
| -- | ------------- | ----------------- | ---------- | -------------------------- | ------ | --- | ------ |
| 1  | 2024年3月29日 | 金曜21:25 - 23:34 | 日本テレビ | 金曜ロードショー （第2期） |        | 地上波初放送 21:00開始予定であったが、直前のプロ野球開幕戦中継「巨人×阪神」(札幌テレビ放送などの一部の日テレ系では中継を担当する試合が異なる)の延長によって25分繰り下げ | [ 67 ] |